# Eyam
Eyam (prononcé iim) est un village du Derbyshire en Angleterre, qui comptait 926 habitants en 2001. Il est connu pour avoir été le « village de la peste » (anglais: plague village) qui de lui-même s'isola lorsque la peste le frappa en août 1665, plutôt que de laisser s'étendre l'épidémie.

## L'épidémie de 1665

### Déroulement
Depuis le printemps 1665, la grande peste de Londres sévit. Dans le Derbyshire, le village d'Eyam reste indemne jusqu'à la fin du mois d'août.
La population d'Eyam était, selon les différentes estimations des historiens, de l'ordre de 400 à 700 personnes. La peste serait arrivée, dit-on, dans un lot de tissus provenant de Londres, et le tailleur du village fut le premier à mourir de la peste,,. 
Quelques villageois s'enfuirent aussitôt et l'autorité spirituelle du village, le révérend William Mompesson, fit partir ses propres enfants. Mais il convainquit les autres villageois de rester chez eux et d'éviter tout contact pour protéger les villages voisins, en établissant eux-mêmes un cordon sanitaire (ligne infranchissable entourant le village),,.
L'épidémie d'Eyam dura 14 mois jusqu'en octobre-novembre 1666. La communauté enfermée vécut de la charité des villages voisins qui déposaient des provisions sur la ligne. Il y eut 257 victimes, dont Mompesson lui-même, et une centaine de survivants en divers états de choc,.

### Analyse
Une étude épidémiologique a été publiée en 2016, basée sur des analyses du registre de la paroisse d'Eyam et des archives fiscales de cette période. Un quart des cas sont attribués à une transmission rongeur-humain, et trois quarts à une transmission interhumaine, avec des variations saisonnières statistiquement significatives.
La mortalité était plus forte parmi les familles vivant sous le même toit (lorsqu'un membre décède, les autres suivent rapidement). Il n'y a pas de différence selon les sexes, mais l'âge et le statut économique jouent un rôle, les adultes d'âge moyen et les plus riches ayant un risque plus faible (plus grande autonomie permettant de réduire les contacts interhumains).

### Postérité
Eyam est devenu un modèle de comportement collectif héroïque pour les Britanniques, bien que des historiens aient mis en doute le caractère volontaire de cette quarantaine.
Au début du XXIe siècle, Eyam conserve plusieurs constructions de cette période. Le village est devenu lui-même un mémorial de peste, un site d'attraction touristique : « le village de la peste ». Chaque année, vers la fin août, à l'église d'Eyam, un service commémore l'auto-sacrifice de la communauté,.

## La croix saxonne

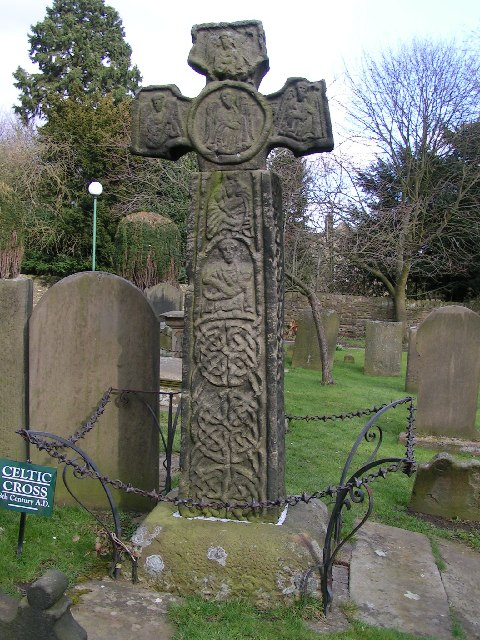
La croix saxonne d'Eyam, datant du VII.

Le cimetière d'Eyam possède une croix saxonne datant du VIIe ou VIIIe siècle. Elle se dressait auparavant au bord d'un chemin à proximité du village. Elle figure sur la liste des monuments historiques classés de grade I. On pense qu'à l'origine cette croix se trouvait dans une lande, aux alentours du village et quelle fut ensuite déplacée jusqu'au cimetière. Recouverte de sculptures aux motifs entrelacés, il lui manque une partie du montant, c'est-à-dire qu'un fragment de pierre taillée d'une hauteur d'environ 60 cm qui s'interposait à l'origine entre la base de la croix et son socle a probablement été prélevé pour un autre usage au moment du déplacement de la croix,. 
Une copie de la Croix d'Eyam, reconstituée avec sa partie manquante, sert de monument commémoratif de la guerre à l'école de Blundell à Tiverton dans le Devon.

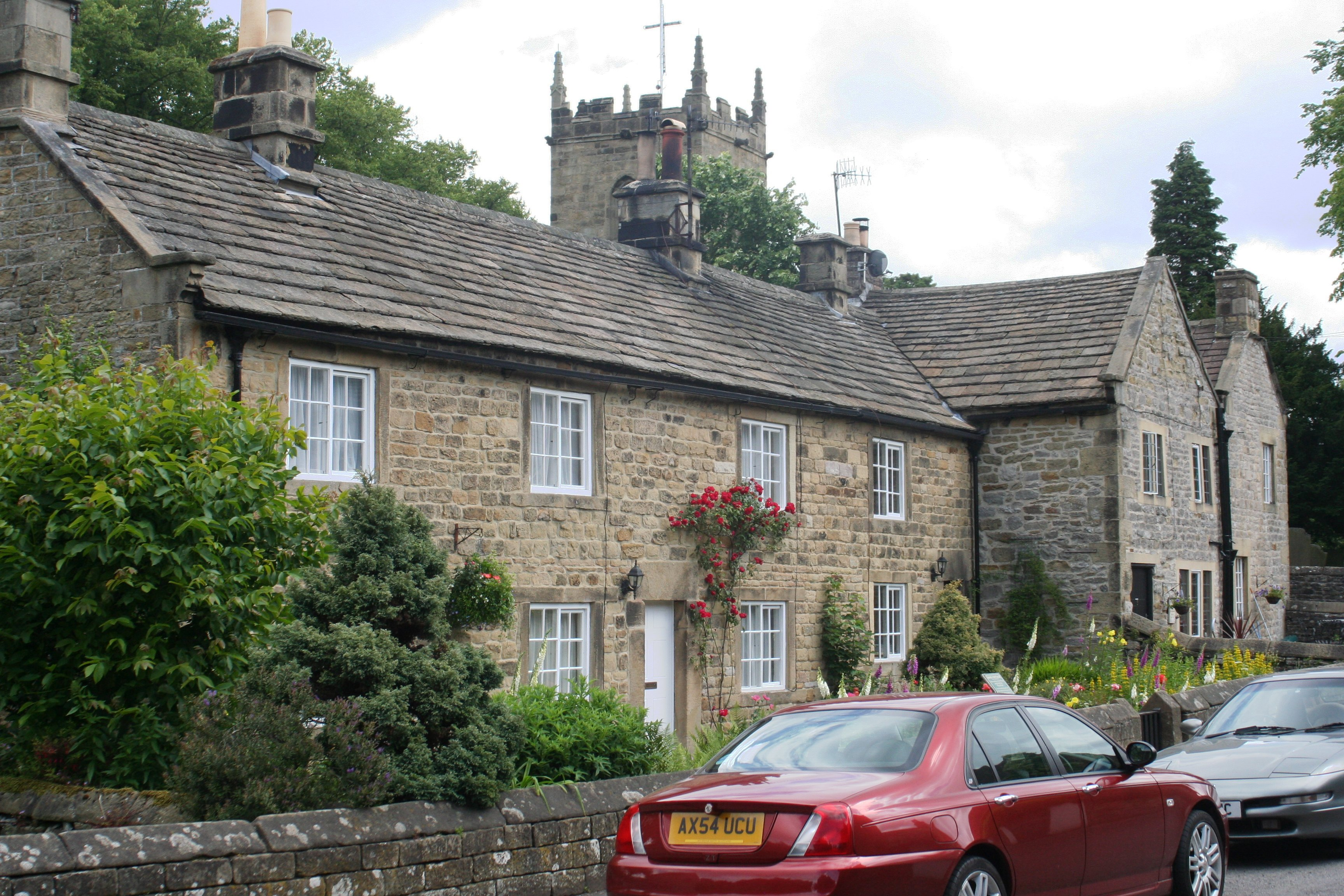
Maisons typiques du Derbyshire, sur Church Street à Eyam